# Lauta
Lauta (hornolužickosrbsky Łuty) je město na pomezí Horní a Dolní Lužice v německé spolkové zemi Sasko. Nachází se v zemském okrese Budyšín a má přibližně 8 100 obyvatel.

## Historie
První písemná zmínka o vsi pochází z mezidobí let 1374 a 1382, kdy je uváděna jako Luthe. Lauta náležela historicky do Horní Lužice, v období Německé demokratické republiky však byla, spolu se sousední Hoyerswerdou, zařazena do Dolní Lužice. V roce 1965 byla obec povýšena na město. Roku 2001 se k Lautě připojila do té doby samostatná obec Laubusch a v roce 2007 Leippe-Torno.

## Přírodní poměry
Lauta leží na severní hranici zemského okresu Budyšín západně od velkého okresního města Hoyerswerda na hranici spolkových zemí Sasko a Braniborsko a zároveň na hranici Horní a Dolní Lužice. Město se nachází na jižním okraji oblasti Lužických jezer, která vznikla zatopením bývalých hnědouhelných lomů. Městem prochází železniční trať Węgliniec–Roßlau, na které leží nádraží Lauta.

## Správní členění
Lauta se dělí na  místních částí:
- Johannisthal (Janowy Doł)
- Laubusch (Lubuš)
- Lauta-Dorf (Stare Łuty)
- Lauta-Stadt (Łuty)
- Leippe (Lipoj)
- Torno (Tornow)

## Pamětihodnosti
- evangelický městský kostel v Lautě
- vodní věž v Lautě
- zahradní město Lauta-Nord